# Holmen (entreprise)
Pour les articles homonymes, voir Holmen.
Holmen est une entreprise suédoise dont l’activité tourne autour de l’industrie forestière et papetière. Elle produit principalement du carton pour l’emballage et l’utilisation graphique. Elle produit également du papier pour les magazines, les encarts, le publipostage, les annuaires, les livres et les journaux. Elle fabrique aussi du bois de sciage pour les parquets, éléments de fenêtre, meubles et composants de construction.
Son PDG est Henrik Sjölund.

## Histoire
Son origine remonte à 1874, à la création de l’entreprise suédoise Mo och Domsjö AB (MoDo). Carl Kempe (1799-1872), un commerçant originaire de Poméranie, s’associe d’abord à son beau-frère avant de devenir en 1836 le seul propriétaire d’une scierie à Mo, au bord de la rivière Moälven, près de Örnsköldsvik, au nord de la Suède. Carl Kempe fonde ensuite une scierie à vapeur à Domsjö, sur la rivière Moälven. À partir de l’an 2000, cette scierie est exploitée comme société indépendante appelée Domsjö Fabriker. En 2011, elle est rachetée par le conglomérat indien Aditya Birla Group.
La société Mo och Domsjö AB est créée en 1874 par les fils de Carl Kempe grâce à ce patrimoine comprenant également d’autres entreprises contrôlées par la famille Kempe. À sa tête se succèdent les frères Bernhard (1830-1908), Wilhelm et Frans Kempe (1847-1924) et elle reste sous le contrôle de la famille Kempe une grande partie du siècle suivant.
L’entreprise commence par produire et exporter du bois de construction avant de se tourner vers la pâte à bois et le papier à la fin du XIXe siècle et au début du XXe siècle, puis vers les produits chimiques à base de bois au milieu du XXe siècle. Régulièrement abrégé en Modo, son nom est donné depuis 1963 à l’équipe de hockey sur glace Modo Hockey dans le cadre d’un partenariat.
En 1988, l’entreprise fusionne avec la société de Norrköping Holmens Bruk AB et prend le nom Mo och Domsjö AB.
En février 2000, le groupe change de nom pour devenir Holmen AB.

En juin 2016, l’usine de papier journal basée à Madrid est vendue à International Paper.[1]

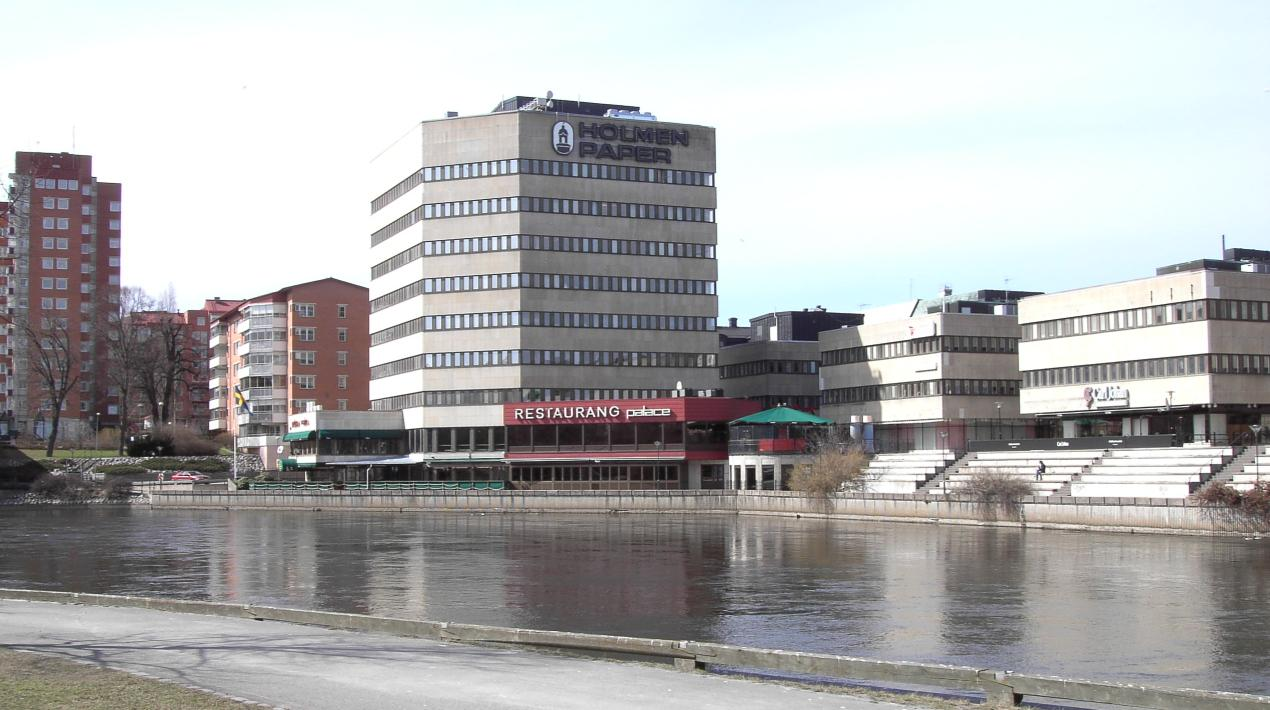
Le siège de l'entreprise à Norrköping

## Organisation
Holmen est composé de plusieurs filiales : Holmen Paper, Iggesund Paperboard, Iggesund Timber, Holmen Skog et Holmen Energi. La plus importante est Holmen Paper et ses deux papeteries basées en Suède, à Hallsta et à Braviken. Iggesund Paperboard compte deux usines de carton, une à Iggesund, en Suède, et une autre à Workington, en Angleterre.

## Durabilité
En janvier 2017, Holmen est classé 21e du classement Global 100.[2]

## Actionnaires
Le plus important actionnaire de Holmen est L.E. Lundbergsföretagen, groupe contrôlé par le milliardaire Fredrik Lundberg, qui détient 32,9 % des actions et 61,6 % du total des votes.

## Marchés
Holmen réalise environ 88 % de son chiffre d’affaires total sur le marché européen. La Suède constitue le marché le plus important de Holmen, avec 24 % du chiffre d’affaires.

## Produits
La filiale Iggesund Paperboard produit du carton utilisé pour des emballages de qualité ainsi que le secteur graphique. Cette filiale fabrique des produits de deux marques : Invercote à l’usine de Iggesund et Incada à celle de Workington.
Les deux usines à papier de la filiale Holmen Paper produisent du papier pour les magazines, les catalogues, le publipostage, les encarts, les livres et les emballages cadeau. Cette filiale est chargée des marques suivantes : Holmen TRND, Holmen VIEW, Holmen UNIQ, Holmen NEWS, Holmen GIFT, Holmen XLNT, Holmen PLUS, Holmen BOOK.
Les trois scieries en Suède de la filiale Holmen Timber fabriquent du bois de construction et de menuiserie.